# North Star (serie de televisión)
North Star (en hebreo: כוכב הצפון‎) fue una serie de televisión israelí producida por Herzliya Estudios y emitida por Disney Channel. Fue estrenada el 30 de noviembre de 2014. Se renovó para segunda temporada en febrero de 2015, la cual fue la última. Ésta se estrenó el 6 de marzo de 2016. El final definitivo de la serie fue transmitido el 16 de junio de 2016.

## Sinopsis
Maya es una chica de 15 años que vive en Tel Aviv pero se muda con su padre Ehud a un pueblo remoto para dirigir el hotel North Star (Estrella del Norte). El hotel es actualmente propiedad de Gideon, el abuelo de Maya y el padre de su madre quién murió dos años antes. Al llegar al hotel, Maya trata de crear un nuevo comienzo, y de construir una nueva vida. Pero esta vida no está libre de complicaciones: ella debe navegar a través de las tensiones cotidianas de la vida de un adolescente y debe cuidarse de los falsos amigos. Además, hay una nueva mujer llamada Yuly en la vida de su padre, que Maya encuentra difícil de manejar. Afortunadamente, encuentra nuevos amigos y se enamora de un chico llamado Sean. Pero poco después, descubre un secreto, que no sólo podría darle vuelta a su vida, sino que también puede llevar al cierre del hotel.

## Reparto

### Principal
- Ariel Mortman es Maya.
- Guy Kally es Sean.
- Eyan Pinkovich es Danielle.
- Lin Asherov es Noa.
- Yuval Shevach es Edo.
- Gal Goldstein es Ben.
- Hila Lusia es Gal.
- Asaf Yuval es Lior.
- Yoni Verde es Omer.
- Amit Moscovitz es Roni.

### Recurrente
- Alon Neuman es Ehud.
- Efrat Boimold es Yuly.
- Amnon Lobo es Gil.
- Rama Messinger es Iris.
- Avishag Rabiner es Ella.
- Maayan Blum es Tal.
- Daniel Sabag es Alon.
- Israel Brillante es Moshik.
- Omri Loukas es Oz.
- Dror Yarden es Ofek.
- Ilan Dar es Gideon.

### Estrellas Invitadas
- Yonatan Bashan es Adam.
- Michaela Elkin es Karin.
- Gaya Gur Arie es Eleanor.
- Esti Tayeb es Shiri.
- Mayo Meir es Sivan.
- Tamara Galoz-Eilay es Amber.
- Lee Lotan es Daria.
- Shai Gabso es Michael.

## Episodios
| Temporada | Temporada | Episodios | Emisión original        | Emisión original     |
| Temporada | Temporada | Episodios | Inicio                  | Final                |
| --------- | --------- | --------- | ----------------------- | -------------------- |
|           | 1         | 50        | 30 de noviembre de 2014 | 4 de febrero de 2015 |
|           | 2         | 50        | 6 de marzo de 2016      | 16 de junio de 2016  |

## Adaptaciones
Disney Channel produjo una adaptación bajo el título de The Lodge, la cual se estrenó en septiembre del 2016 en el Reino Unido. Esta está protagonizada por Sophie Simnett, Luke Newton y Thomas Doherty.